# Vörhenyes rigótimália
A vörhenyes rigótimália (Turdoides fulva) a madarak osztályának verébalakúak (Passeriformes) rendjébe és a Leiothrichidae családjába tartozó faj.

## Rendszerezése
A fajt René Louiche Desfontaines francia botanikus írta le 1789-ben, a Turdus nembe Turdus fulvus néven. Egyes szervezetek az Argya nembe sorolják Argya fulva néven.

## Alfajai
- Turdoides fulva acaciae (Lichtenstein, 1823)
- Turdoides fulva buchanani (Hartert, 1921)
- Turdoides fulva fulva (Desfontaines, 1789)
- Turdoides fulva maroccana Lynes, 1925[1]

## Előfordulása
Észak-Afrikában, Algéria, Csád, Egyiptom, Eritrea, Etiópia, Líbia, Nyugat-Szahara, Mali, Mauritánia, Marokkó, Niger, Nigéria, Szenegál, Szudán és Tunézia területén honos. A természetes élőhelye a szubtrópusi vagy trópusi száraz cserjések és legelők, valamint forró sivatagok. Állandó, nem vonuló faj.

## Megjelenése
Testhossza 25 centiméter, testtömege 46–70 gramm.

## Életmódja
Gerinctelenekkel, gabonafélékkel, magvakkal és bogyókkal táplálkozik.

## Szaporodása
|  |